# École d'avocats
Pour les articles homonymes, voir EDA.
Les écoles d'avocats (EDA), ou les centres régionaux de formation professionnelle d’avocats (CRFPA) sont, en France, des établissements d'enseignement supérieur spécialisés dans la formation des avocats.
Elles forment en 18 mois les avocats. La formation se compose de trois périodes de six mois : l'acquisition des fondamentaux ; le PPI (Projet Pédagogique Individuel) ; le stage en cabinet d'avocat. La rentrée s'effectue en janvier.
L'accent est principalement mis sur la formation aux techniques juridiques (rédaction d'actes, de conclusions), aux différentes procédures, telles que la procédure civile, la procédure administrative ou la procédure pénale, par exemple, sur les techniques de plaidoiries, ainsi que sur la formation à la déontologie professionnelle (principalement, par l'assimilation du code de déontologie des avocats).
La formation est sanctionnée par la délivrance du certificat d'aptitude à la profession d'avocat (CAPA), l'une des conditions exigées pour l'inscription à un barreau français.

## Histoire
Avant la Révolution française de 1789, l'obtention d'une licence de droit est nécessaire pour exercer la profession d'avocat. Cette exigence, supprimée en 1790 (la profession d'avocat étant elle-même supprimée), est réinstaurée par une loi du 13 mars 1804.
Par une loi du 26 juin 1941 est créé le CAPA (Certificat d'Aptitude à la Profession d'Avocat), délivré à l'issue d'un an de formation théorique et pratique.
En 1965 est créé à Paris l'Institut du Barreau, chargé de délivrer une formation pratique aux avocats stagiaires.
C'est finalement par la loi n° 71-1130 du 31 décembre 1971 que sont créés les Centres de Formation Professionnelle des Avocats, auprès de chaque Cour d'Appel, chargés de parfaire la formation des futurs avocats.
Par une loi du 30 juin 1977, l'obtention d'une maîtrise est désormais exigée pour entrer dans ces centres de formation.
L'examen d'accès au CRFPA est créé par la suite par une loi du 2 avril 1980.
En 2006, la formation passe d'un an à 18 mois, incluant 6 mois de stage en entreprise (PPI).
Entre le 3 avril 2012 et le 15 avril 2013, une dérogation permet aux « personnes justifiant de huit ans au moins d'exercice de responsabilités publiques les faisant directement participer à l'élaboration de la loi » de devenir avocat sans passer ni la formation ni le certificat. Cette pratique a provoqué une levée de boucliers au sein de la profession,. Certaines personnalités politiques ont pu ainsi intégrer la profession d'avocat : Jean-François Copé, Dominique de Villepin, Noël Mamère, Jean Glavany, François Baroin, Laurent Hénart.

## Admission
Les élèves avocats sont recrutés soit :
- à bac + 4 (première année de master) sur un examen sélectif composé d’épreuves écrites d'admissibilité et d'épreuves orales d'admission définies par arrêté[5] ;
- soit sur titre : doctorat en droit (entrée sans passer les épreuves).

Concernant les épreuves à Bac + 4 :
Depuis la session 2017, les sujets sont développés par une commission nationale. Une grille de correction est adressée aux IEJ dont les enseignants corrigent les épreuves.
Le même arrêté définit également les épreuves d'admissibilité et d'admission.
Les épreuves écrites d'admissibilité consistent en :
- une épreuve de note de synthèse d’une durée de cinq heures ;
- une épreuve de droit des obligations d'une durée de trois heures ;
- une épreuve de procédure civile, administrative ou pénale, déterminée par la spécialité choisie par le candidat, d'une durée de deux heures ;
- une épreuve de spécialité d'une durée de 3 heures ; choix parmi plusieurs matières : Droit civil, Droit social, Droit pénal, Droit administratif, Droit des affaires, Droit international & européen, Droit fiscal.

Le candidat ayant obtenu une moyenne de 10/20 est déclaré admissible et peut présenter les épreuves orales d'admission qui se répartissent ainsi :
- une épreuve dite du « grand oral » qui consiste en un exposé de quinze minutes suivi d'une discussion de trente minutes avec le jury (un avocat, un magistrat et un universitaire) sur un sujet relatif aux droits de l'homme et libertés fondamentales après une préparation d'une heure ;
- un oral de langue étrangère d'une durée de 15 minutes après 15 minutes de préparation.

Le candidat ayant obtenu une moyenne générale de 10/20 est déclaré admis.

## Formation
Depuis la réforme de 2005, la formation initiale s’étale sur dix-huit mois. Ces dix-huit mois sont composés comme suit :
- six mois de scolarité au sein de l'école ;
- six mois en projet pédagogique individuel (PPI) dont 15 jours de stage d'observation dans une juridiction ou une entreprise ;
- six mois en stage dans un cabinet d’avocats.

Le PPI est destiné à renforcer l'orientation professionnelle des futurs avocats dans la perspective de leur insertion professionnelle, il consiste le plus souvent en un stage en juridiction, en institution publique, en entreprise, en cabinet d’avocats à l'étranger (il n'est en principe pas possible dans un cabinet en France car le PPI est destiné à assurer une ouverture hors de la profession), en une formation complémentaire.
La formation est essentiellement pratique, y compris dans les apports théoriques. L'accent est principalement mis sur l'apprentissage et la pratique des techniques juridiques (rédaction d'actes, de conclusions), celui des différentes procédures, telle que la procédure civile ou la procédure pénale, par exemple, la maîtrise des techniques de plaidoiries, ainsi que sur la formation à la déontologie professionnelle (principalement, par l'assimilation du code de déontologie des avocats).
Le programme de cours des écoles des avocats fait une place large au développement de comportements éthiques, préparant le futur avocat à une pratique professionnelle encadrée en permanence par des normes de nature juridique, mais également déontologique.
Les écoles des avocats dispensent également la formation continue des avocats. Cette mission prend d’autant plus d’importance que la formation continue est devenue obligatoire pour tous les avocats : vingt heures par an ou quarante heures sur deux ans.

## Financement
Le Conseil national des barreaux procède à la répartition du financement des centres régionaux de formation professionnelle des avocats. Ce financement est réparti en plusieurs enveloppes : 
- Aides financières aux élèves avocats (sur critères sociaux) ;
- Abonnement aux bases de données juridiques ;
- Soutien spécifique aux écoles de Corse et des Outre-mer ;
- Enveloppe principale pour les 11 CRFPA de l'Hexagone.

L’État participe également au financement des CRFPA.
Les élèves avocats s’acquittent eux aussi de frais pédagogiques de 1 825€.

## Certificat d'aptitude à la profession d'avocat (CAPA)
Le décret n°91-1197 du 27 novembre 1991 modifié détaille les conditions d'accès à la profession, y compris les dispositions relatives au certificat d'aptitude à la profession d'avocat (CAPA).
Les articles 68 à 71 sont spécifiquement consacrés au CAPA.
L’arrêté du 20 juin 2024 fixe le programme et les modalités de l'examen du CAPA.
À l'issue de la formation, le certificat d'aptitude à la profession d'avocat, qui permet l'exercice de la profession et autorise une demande d'inscription à l'un des barreaux situés en France, est délivré aux candidats ayant obtenu la note requise.
Ils prêtent après validation des épreuves serment à la Cour d'appel du ressort de leur barreau : « Je jure, comme avocat, d'exercer mes fonctions avec dignité, conscience, indépendance, probité et humanité ».

## Liste
On compte en France métropolitaine et dans les DOM quinze écoles d'avocats, réparties en fonction des ressorts de cour d'appel :
Onze écoles dispensant de la formation initiale et de la formation continue :
- l'EDA de Paris : l'École de formation professionnelle des barreaux de la cour d'appel de Paris (EFB) installée à Issy-les-Moulineaux ;
- l'EDA de Versailles : la Haute École des avocats conseils (HEDAC) située à Viroflay ;
- l'EDA du Nord-Ouest : l'École des avocats Nord-Ouest (IXAD) située à Lille ;
- l'EDA du Grand-Est : l'École régionale des avocats Grand Est (ERAGE) située à Strasbourg ;
- l'EDA de Rhône-Alpes : l'École des avocats de la région Rhône-Alpes (EDARA) située à Lyon ;
- l'EDA du Sud-Est : l’École des avocats du Sud Est (EDASE) située à Marseille ;
- l'EDA du Centre-Sud : l'École des avocats Centre Sud (EDACS) située à Montpellier ;
- l'EDA du Sud-Ouest Pyrénées : l'École des avocats Sud-Ouest Pyrénées (EDASOP) située à Toulouse ;
- l'EDA de Bordeaux : l'École des avocats ALIENOR située à Bordeaux ;
- l'EDA du Centre-Ouest : l'École du centre-ouest des avocats (ECOA) située à Poitiers ;
- l'EDA du Grand-Ouest : l'École des avocats du Grand Ouest (EDAGO) située sur le campus de Ker Lann à Bruz, près de Rennes.

Et cinq écoles ne dispensant que de la formation continue :
- l'EDA de Corse située à Bastia ;
- l'EDA de Guadeloupe située à Pointe-à-Pitre ;
- l'EDA de La Réunion située à Sainte-Clotilde ;
- l'EDA de Martinique située à Fort-de-France ;
- l'EDA de Guyane située à Cayenne.